# NGC 195
NGC 195 este o galaxie spirală barată situată în constelația Balena. A fost descoperită în anul 1876 de către Ernst Wilhelm Tempel. De asemenea, a fost observată încă o dată în 16 decembrie 1897 de către Guillaume Bigourdan.